# Susette La Flesche
Susette o Yosette LaFlesche Tibbles, Inshata Theumba (Bright Eyes, Ojos Brillantes) (Reserva india Omaha, 1854-Bankroft, Nebraska, 26 de mayo de 1903) fue una escritora, activista, traductora y conferenciante estadounidense de etnia omaha. Está en el National Women's Hall of Fame desde 1983

## Biografía
Su madre, Waoo-Winchatcha (Mary Gale), era medio francesa medio omaha y su padre, Joseph LaFlesche, Iron Eye/Ojo de Hierro, también medio omaha, es considerado el último jefe omaha. Susan era la pequeña de cuatro niñas: Suzanne (1865-1915), Rosalie (1861-1900), Marguerite (1862-1945) y ella, y era medio hermana del antropólogo Francis Laflesche y sobrina del jefe ponca Standing Bear.
Asistió a la escuela presbiteriana de su reserva y luego a un colegio femenino en Elizabeth (Nueva Jersey).
Desde muy joven se interesó por la política y tras sus estudios, trabajó como maestra en su reserva.
En 1875, el gobierno ordenó a los Ponca que se mudaran del noreste de Nebraska al Territorio Indio, actual Oklahoma. Su viaje se llamó más tarde "Sendero de lágrimas".
Cuando Standing Bear, el jefe de Ponca, junto con varios seguidores, regresó a Nebraska en 1879, fueron arrestados después del largo viaje y Susette fue intérprete de Standing Bear durante su juicio en Fort Omaha, Nebraska. Fue allí donde Standing Bear argumentó con éxito ante el juez Elmer Dundy que un indio a los ojos de la ley era una persona que ya poseía los derechos de un ciudadano de los Estados Unidos. Después del juicio, Susette se hizo conocida con su nombre nativo Bright Eyes.
Organizó un viaje por el este de los Estados Unidos con Standing Bear dando conferencias.
En otoño de 1881, Bright Eyes viajó con Alice Fletcher y Thmas Tibbles a Dakota del Sur. Se fueron a vivir con las mujeres Sioux para estudiar su forma de vida. Alice Fletcher, quien inició esta iniciativa, realizó un diario sobre el tema.
Bright Eyes y Thomas Tibbles se casaron en 1882. Continuaron sus conferencias y en 1886 viajaron durante diez meses a través de Inglaterra y Escocia tras su regreso a Omaha en 1890, Tibbles volvió a trabajar en el Omaha World-Herald.
En 1891 viajaron a la Reserva India de Pine Ridge en Dakota del Sur intesándose en la Masacre de Wounded Knee y los problemas de los nativos americanos en la reserva. De 1893 a 1895, los Tibbles vivieron en Washington D. C., donde Thomas trabajó como corresponsal de noticias.
En 1898, Bright Eyes trabajó con Fannie Reed Griffin en un libro, "Oo-mah-ha Ta-wa-tha", que también ilustró.